# ルカ・シューラー
ルカ・シューラー（Luca Schuler、1998年1月17日 - ）は、スイスシュヴィーツ州出身のフリースキーヤー。

## 生い立ち
身長165cm。好きなスポーツはテニスとスケートボード。

## 戦歴
ソチオリンピックではスイス代表としてスロープスタイル種目に出場し32位。
2015年3月14日に地元スイスで開催されたフリースタイルスキー・ワールドカップではスロープスタイル種目でブロンズメダル。
2015年3月28日にイタリアで開催されたw:FIS Junior World Ski Championshipsではゴールドメダルに輝く。
Europa Cupのスロープスタイル種目では2014年にブロンズメダルを獲得。
2015年8月にニュージーランドのCardronaで開催されたFIS World Cupのスロープスタイル種目では決勝で9位。
2015年12月13日開催のDew Tourのスロープスタイル種目、そして2016年に開催されるWinter X gamesではビッグエア種目へ招待される。
お気に入りのトリックはバイオ720セーフティーグラブ。ムービーではダブルバイオ1080などバイオ軸を多く披露している。

## スポンサー
- Head
- Monster Energy
- O'Neill
- Smith Optics
- Fatcan
- Douchebag